# Natalja Golc
Natalja Jurjewna Golc (ros. Наталья Юрьевна Гольц; ur. 22 sierpnia 1985) – rosyjska zapaśniczka. Olimpijka z Pekinu 2008, gdzie zajęła ósme miejsce w kategorii 55 kg.
Zdobyła sześć medali na mistrzostwach świata, srebrny w 2008. Sześciokrotna medalistka mistrzostw Europy, zdobyła złoty medal w 2003, 2005, 2006, 2007 i 2008. Pierwsza w Pucharze Świata w 2002; druga w 2005; trzecia w 2003 roku.

## Turniej wPekinie 2008
| Konkurencja         | Walki                   | Walki                 | Walki                     | Klas. końcowa |
| Konkurencja         | Przeciwnik I            | Ćwierćfinał           | Repasaże                  | Miejsce       |
| ------------------- | ----------------------- | --------------------- | ------------------------- | ------------- |
| styl wolny do 55 kg | Yelena Komarova (AZE) W | Saori Yoshida (JPN) L | Ida-Theres Nerell (SWE) L | VIII          |